# FC Den Bosch '67 in het seizoen 1968/69
Het seizoen 1968/1969 was het 15e jaar in het bestaan van de Bossche betaaldvoetbalclub FC Den Bosch '67. De club kwam uit in de Nederlandse Eerste divisie en eindigde daarin op de negende plaats. Tevens deed de club mee aan het toernooi om de KNVB Beker, hierin werd in de eerste ronde verloren van ZFC (2–5).

## Wedstrijdstatistieken

### Eerste divisie
|       | Blauw-Wit | SC Cambuur | D.F.C. | Eindhoven | Elinkwijk | Haarlem | Helmond Sport | Heracles | HVC   | RBC   | RCH   | SVV   | Veendam | Vitesse | De Volewijckers | Wageningen | Willem II |
| ----- | --------- | ---------- | ------ | --------- | --------- | ------- | ------------- | -------- | ----- | ----- | ----- | ----- | ------- | ------- | --------------- | ---------- | --------- |
| Thuis | 2 – 1     | 1 – 2      | 2 – 3  | 2 – 0     | 1 – 0     | 2 – 1   | 1 – 4         | 4 – 1    | 3 – 2 | 2 – 0 | 2 – 2 | 1 – 0 | 1 – 1   | 1 – 1   | 1 – 1           | 4 – 1      | 0 – 1     |
| Uit   | 2 – 1     | 2 – 1      | 1 – 1  | 0 – 1     | 0 – 0     | 0 – 0   | 0 – 0         | 0 – 1    | 1 – 0 | 0 – 3 | 1 – 2 | 2 – 2 | 4 – 1   | 1 – 0   | 2 – 1           | 1 – 0      | 1 – 0     |

### KNVB beker
| 1e ronde                                        | ZFC                                                  | 5 – 2 (2 – 0) | FC Den Bosch '67       |
| 15 september 1968 Plaats: Zaandam Westzanerdijk | Dirk-Jan van Zaane 15', 58', 85' Jan Beelen 20', 55' |               | 65', 88' Hans Verhagen |

## Statistieken FC Den Bosch '67 1968/1969

### Eindstand FC Den Bosch '67 in de Nederlandse Eerste divisie 1968 / 1969
| Stand | Gespeeld | Gewonnen | Gelijk | Verloren | Punten | Doelpunten voor | Doelpunten tegen |
| ----- | -------- | -------- | ------ | -------- | ------ | --------------- | ---------------- |
| 9e    | 34       | 13       | 9      | 12       | 35     | 44              | 39               |

### Topscorers
| #      | Naam             | Goal |
| ------ | ---------------- | ---- |
| 1.     | Eef Mulders      | 10   |
| 2.     | Leen de Ridder   | 7    |
| 3.     | Hans Verhagen    | 6    |
| 4.     | Sjef Koningstein | 5    |
| 4.     | Ad van de Steen  | 5    |
| 6.     | Ad Graaumans     | 4    |
| 6.     | Wim Wolbers      | 4    |
| 8      | Jan Hoefs        | 1    |
| 8      | Henk van Rooij   | 1    |
| 8      | Wim Vissers      | 1    |
| Totaal | Totaal           | 44   |

| #      | Naam          | Goal |
| ------ | ------------- | ---- |
| 1.     | Hans Verhagen | 2    |
| Totaal | Totaal        | 2    |